# Bridge (kaartspel)
Bridge is een kaartspel dat valt onder de noemer denksporten.  Het spel vereist concentratie, logisch denken, geheugen, en goede samenwerking tussen partners. Het spel wordt gespeeld met – per tafel – vier personen en 52 speelkaarten. Iedere speler krijgt 13 kaarten. De spelers worden aangeduid met de windrichtingen: Noord, Oost, Zuid, en West. Noord en Zuid spelen samen en vormen een paar; zij spelen tegen Oost en West, die ook samenspelen en een paar zijn. Een paar kan ad hoc gevormd worden, maar veel bridgers hebben vaste partners met wie ze jaren samenspelen. Zo leren ze elkaar begrijpen en vertrouwen; onmisbaar om goed te kunnen bridgen.
Een bridgespel bestaat uit twee delen: het bieden en het spelen. Het bieden lijkt op een veiling bij opbod. Het hoogste bod wordt het contract en bepaalt de kaders voor het spelen: welke kleur troef is, en hoe veel slagen de bieders van het contract beloven te halen. Tijdens het spelen proberen de bieders van het contract dit aantal slagen te halen, en de tegenstanders proberen dit te verhinderen door samen ook zo veel mogelijk slagen te halen. Na 13 slagen resulteert dit in een puntenscore.

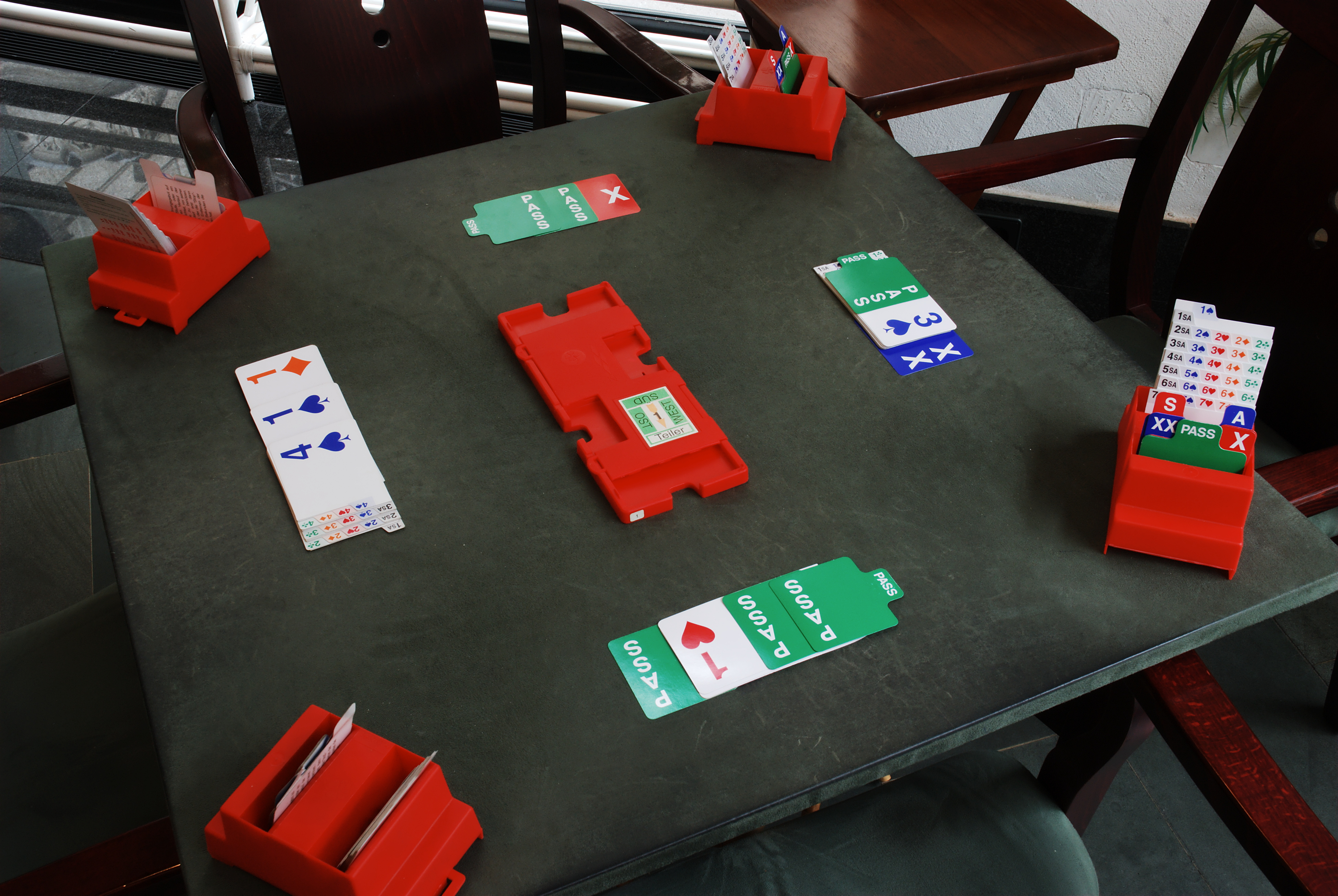
Bridgetafel met biedboxen (biedingen worden gedaan door kaartjes neer te leggen). In het midden ligt het bord met vier vakjes waarin de 13 kaarten voor elke speler worden opgeborgen.

## Bridge als sport
Bridge is afgeleid van whist, een kaartspel dat ontstaan is in de 17de eeuw, en erg in de mode was bij de Engelse adel van die tijd.
Terwijl bij andere kaartspellen veel variaties bestaan in de spelregels, zijn de spelregels van bridge overal dezelfde. Zoals in iedere grote sport zijn er internationale toernooien, kampioenschappen en topspelers over de hele wereld.

## Het spel in het kort
De spelregels van bridge zijn relatief eenvoudig. Kort samengevat zijn dit de stappen:
- Het spel wordt gespeeld door vier spelers, verdeeld in twee paren. De spelers zitten in een kring met de spelers van hetzelfde paar tegenover elkaar.
- Een volledig kaartspel van 52 kaarten (geen jokers) is verdeeld over de vier spelers, zodat iedere speler 13 kaarten heeft.
- Elk spelletje bestaat uit twee fasen: eerst het bieden en dan het spelen.
- Het bieden start bij de gever en gaat met de klok mee. Ieder bod moet hoger zijn dan het vorige. Het bieden eindigt als alle spelers direct passen, of als na een bod driemaal na elkaar gepast wordt.
- Het hoogste bod heet het (eind)contract. Dit bod bepaalt wat de speelsoort is (dat wil zeggen welke kleur troef is: ♣/♦/♥/♠/zonder troef) en hoeveel slagen gehaald moeten worden door het paar dat het geboden heeft. De speler van dit paar die als eerste de speelsoort heeft geboden wordt 'leider'; zijn partner wordt 'dummy'.
- Het spelen start met de uitkomst: de speler links van de leider speelt de eerste kaart. Na de uitkomst legt de dummy zijn kaarten open op tafel. De spelers zijn na elkaar aan de beurt met de klok mee.
- De leider wijst bij iedere slag aan welke kaart de dummy speelt. De dummy beslist dat dus niet zelf; hij mag de leider geen aanwijzingen geven en mag alleen doen wat de leider zegt.
- Bekennen moet. Als een speler de gevraagde kleur niet heeft, heeft hij vrije keus: hij mag troeven of een andere kleur bijspelen.
- De hoogste kaart wint de slag en de speler van deze kaart moet voorspelen in de volgende slag.
- Als alle 13 slagen gespeeld zijn, wordt aan de hand van het aantal slagen dat de leider gemaakt heeft, de puntenscore berekend.

De volledige internationale spelregels zijn wel behoorlijk uitgebreid, maar behandelen met name wat er moet gebeuren bij een onregelmatigheid. Dus als bijvoorbeeld een speler biedt of speelt als hij niet aan de beurt is, een bod doet dat lager is dan het vorige, hij een kaart mist of te veel heeft, enzovoorts.

## Het bieden

### Het doel
Via het bieden communiceren de spelers met hun partner over hun verdeling (het aantal kaarten per kleur) en hun kracht (de hoogte van hun kaarten). Uiteindelijk probeert ieder paar het beste contract te bereiken: het contract waarmee ze het hoogste aantal punten denken te halen. In de puntentelling wordt hoog bieden beloond met bonuspunten voor een 'manche'  of een 'slem'. Vanwege die bonuspunten is het bieden altijd gericht op het onderzoeken of een manche of slem mogelijk is. Óf op het saboteren van de tegenstanders in die zoektocht, bijvoorbeeld door snel hoog te bieden.
Verder maakt de puntentelling onderscheid tussen de verschillende kleuren. Zo zijn bijvoorbeeld de hoge kleuren, harten en schoppen, meer waard dan de lage kleuren, klaveren en ruiten. In de hoge kleuren hoeven er minder slagen gehaald te worden om de manchebonus te verdienen. Dit maakt dat het bieden veel sterker gericht is op het troef maken van een hoge kleur dan een lage kleur.

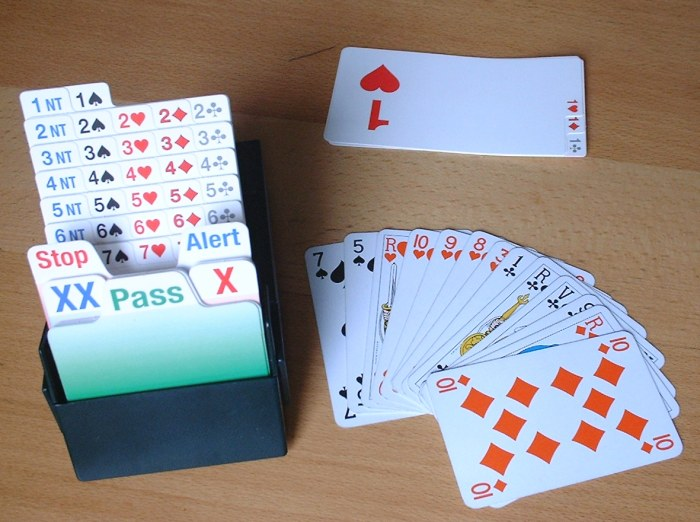
Biedbox en speelkaarten

### De biedkaarten
Bieden wordt gedaan door het leggen van een biedkaartje uit de 'biedbox' of 'bidding box': een bak met biedkaartjes zoals op de foto hiernaast. Vroeger bood men mondeling, maar dit gaf veel ruimte voor ongeoorloofde informatie. Bovendien moet je dan alle biedingen onthouden. De biedbox is inmiddels de standaard, zelfs bij de gezelligheidsverenigingen.
Een bod bestaat uit een getal (minimum 1 en maximaal 7) en een speelsoort. De speelsoort is een van de vier kleuren (♣/♦/♥/♠) of sans atout (zonder troef). Het getal betekent het aantal slagen boven 6 slagen die gehaald moeten worden als het bod het contract wordt. Een bod geeft dus minimaal 7 (1+6) en maximaal alle 13 (7+6) slagen aan.
De volgorde van de speelsoorten is reglementair vastgelegd en is, van laag naar hoog:
- klaveren (♣)
- ruiten (♦)
- harten (♥)
- schoppen (♠)
- sans atout (SA of NT), in spreektaal ook wel afgekort tot 'sans'. (NT staat voor 'no trump' en kom je in Nederland alleen in geschrift tegen.)

Naast een bod doen (het bieden van een speelsoort) is het ook mogelijk om te passen (P), doubleren (X) of redoubleren (XX). Passen betekent meestal niets. Het doublet en het redoublet zijn speciale biedingen die de punteninzet verhogen (ongeveer verdubbelen resp. verviervoudigen).
- Een doublet kan alleen gedaan worden op een bod van de tegenpartij en betekent traditioneel: "Ik denk niet dat de tegenstanders halen wat zij geboden hebben."
- Een redoublet kan alleen gedaan worden op een doublet van de tegenpartij en betekent traditioneel: "Ik denk dat wij wel halen wat wij geboden hebben, ook al denkt de tegenpartij van niet." Een redoublet komt zelden voor.

Elk doublet of redoublet wordt weer opgeheven door een nieuw bod. Het blijft dus alleen staan als er direct na het (re)doublet drie keer opeenvolgend gepast wordt.

### Het biedverloop
- Startend bij de gever moet iedere speler op zijn beurt een bieding doen. Een bieding is een bod (een speelsoort bieden), een pas of een (re)doublet.
- Als een speler een bod doet, moet dat hoger zijn dan het vorige bod. Hoger wil zeggen of een hoger aantal (bijvoorbeeld 2♣ is hoger dan 1SA), of hetzelfde aantal met een hogere speelsoort (bijvoorbeeld 1♠ is hoger dan 1♥). Het laagste bod is dus 1♣ en het hoogste bod is 7SA. Behalve het bovenstaande, en de regels voor (re)doubleren, zijn er geen restricties aan wat je mag bieden. Je mag dus bijvoorbeeld gewoon passen en een biedronde later een bod doen, of iedere ronde een bod doen, of alleen maar passen, of doubleren en later weer bieden, etc. etc. etc.
- Het bieden is afgelopen als er drie spelers na elkaar passen. De enige uitzondering hierop is de eerste biedronde: als het bieden begint met drie keer pas, komt de vierde speler wel gewoon aan de beurt. Past die ook – begint het spel dus met vier keer pas – dan heet dat een 'rondpas' en is er geen speelronde.
- Het hoogste bod wordt het contract van het spel. Het paar dat dit contract heeft geboden (leider en dummy) zal proberen minstens zes slagen te maken plus het genoemde aantal. Is er bijvoorbeeld 4♠ geboden, dan moeten er dus tien slagen worden gemaakt met schoppen als troef. De tegenstanders ('verdedigers') zullen proberen dit te verhinderen door zelf zo veel mogelijk slagen te maken.

### De betekenis van biedingen
De spelregels geven geen enkele beperking aan de betekenis van een bieding. Een bridgepaar mag hierover dus in beginsel alles afspreken wat ze wil! De meeste paren spelen echter een standaard biedsysteem aangevuld met extra afspraken, zogenoemde biedconventies. Verder kan een club of wedstrijdorganisatie bepalen dat bepaalde afspraken niet toegestaan zijn, zoals de hoogst ongebruikelijke methoden.

## Het spelen

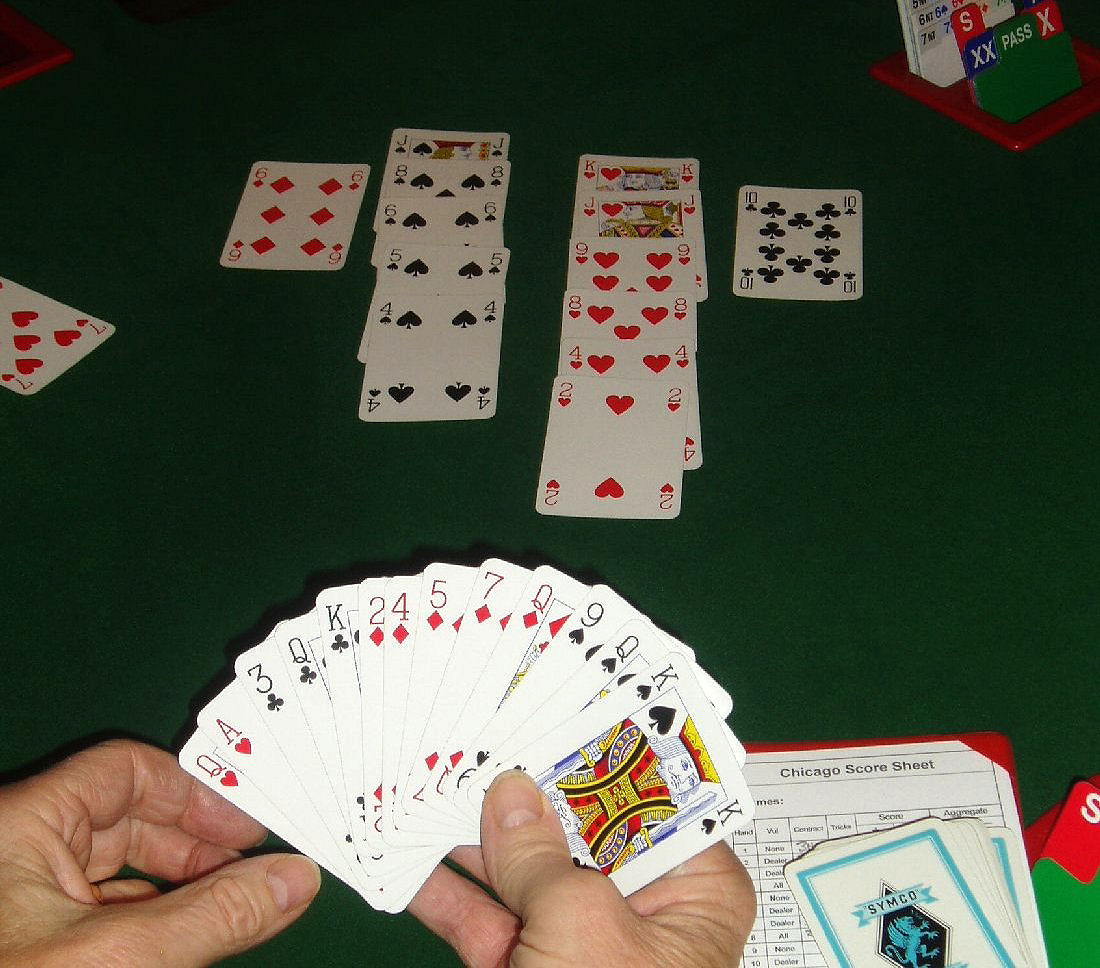
Een bridgespel tijdens het uitspelen, gezien vanuit het zichtpunt van de leider. Zijn linkertegenstander is uitgekomen met harten zeven, en de dummy ligt open op tafel.

Na het bieden wordt het spel gespeeld. Het paar dat 'afspeelt' (of 'speelt') is het paar dat het contract geboden heeft en het gaat proberen te maken. Het andere paar gaat 'tegenspelen' en probeert dit te beletten door zelf zo veel mogelijk slagen te halen.
- Degene van het spelende paar die als eerste de speelsoort van het contract geboden heeft, heet de leider.
- De tegenstander links van de leider komt uit voor de eerste slag. Vervolgens wordt de dummy opengelegd en met de klok mee door iedere speler een kaart gespeeld.
- In iedere slag moet bekend worden, dus de bij de uitkomst gevraagde kleur moet gespeeld worden. Als een speler die kleur niet meer heeft, mag hij troeven of overtroeven, maar dat is niet verplicht.
- De slag wordt gewonnen door de speler die de hoogste kaart van de gevraagde kleur heeft gespeeld, tenzij er is getroefd: in dat geval wint de hoogste troef. De volgorde van de kaarten van hoog naar laag is AHVBT98765432 (T staat voor de 10).
- Alle spelers nemen hun eigen kaart terug en leggen die dicht voor zich neer: verticaal als hun paar de slag won, en horizontaal als hun paar de slag verloor.
- De speler die de vorige slag gewonnen heeft, moet nu 'voorspelen' (de eerste kaart leggen) in volgende slag.
- Dit gaat zo door totdat alle 13 slagen gespeeld zijn. Dan wordt gezamenlijk bepaald wat het eindresultaat is en wordt dit genoteerd of ingevoerd in de bridgemate.

### Slagen dichtleggen
In slagenspelen worden de kaarten doorgaans verzameld door de winnaar van de slag. Bij bridge is het tegenwoordig gebruikelijk dat iedere speler zijn kaarten bij zich houdt. Hij legt ze dicht voor zich neer: verticaal als zijn paar de slag won, en horizontaal als zijn paar de slag verloor. Alle slagen worden op die manier neergelegd, in een rijtje van links naar rechts, half op elkaar gestapeld.
Dit heeft veel voordelen. Door de richting van neerleggen kan men aan het eind van het spel zien hoeveel slagen elke partij gehaald heeft. Op basis van de volgorde kan ook het hele spelverloop gereconstrueerd worden, wat heel belangrijk is bij bijvoorbeeld vermoeden van een overtreding. Ten slotte, en dat is bij wedstrijden essentieel, is het mogelijk dat daarna aan een andere tafel door andere spelers met dezelfde kaartverdeling wordt gespeeld, wat nodig is om de prestaties te vergelijken.

### De dummy
Bijzonder bij bridge is dat de leider bepaalt welke kaarten zijn partner speelt. Na de uitkomst, dus als de linker tegenstander van de leider gespeeld heeft in de eerste slag, legt de partner van de leider (de dummy) al zijn kaarten op tafel, zodat ze voor alle spelers goed zichtbaar zijn. De leider speelt zowel de kaarten van zijn eigen hand als de kaarten van de dummy. De dummy is gedurende het spelen dus niet actief bij het spel betrokken; hij mag enkel de kaarten hanteren op instructie van de leider.

## Scores en wedstrijdvormen

### Scores in bridge: algemeen

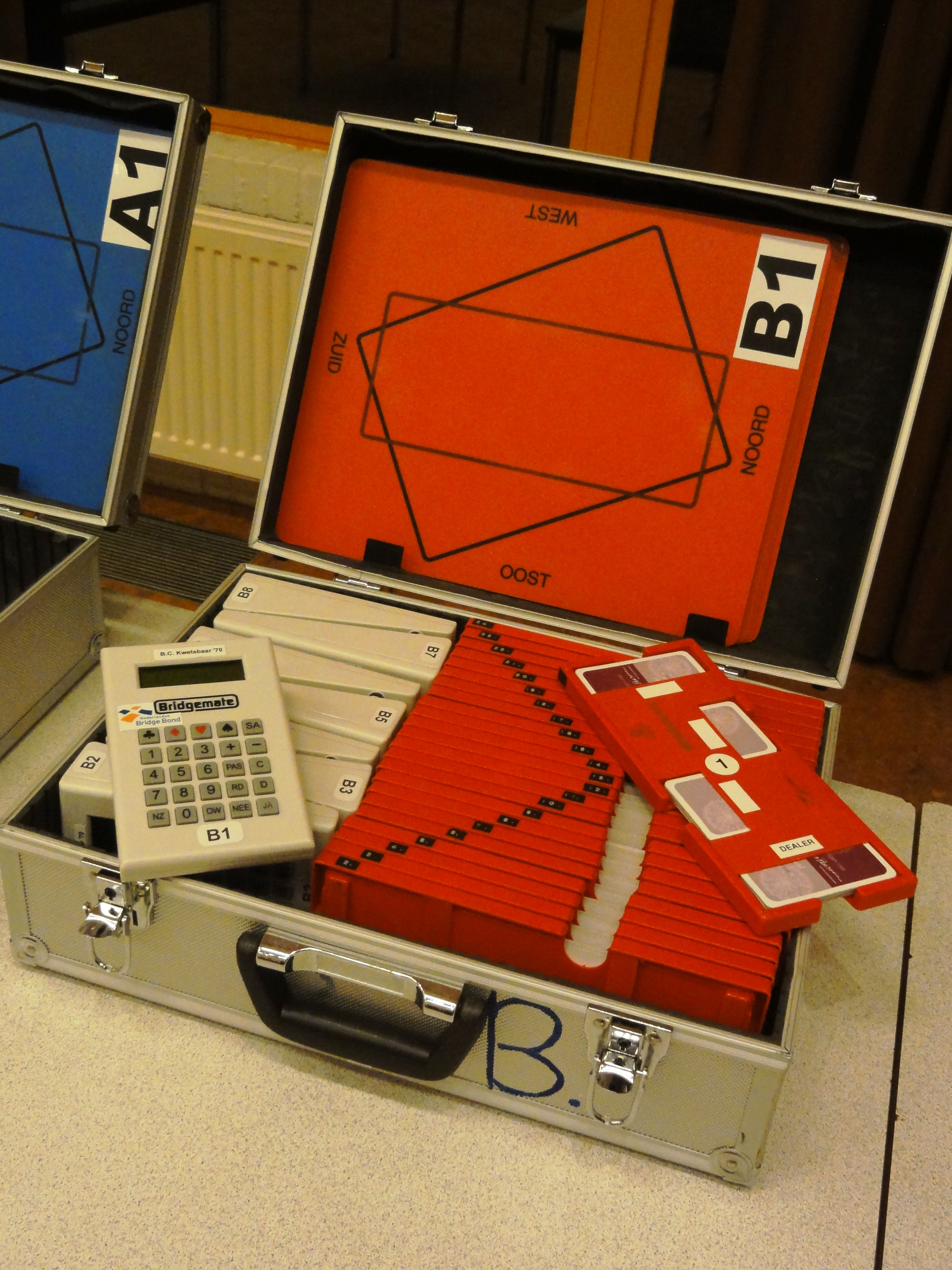
Spellenkoffer met spellen voor een B-lijn

Op de standaard bridgeclub, en natuurlijk bij toernooien, speelt men wedstrijdbridge (in Nederland gewoon 'bridge' genoemd). Hierbij spelen meerdere tafels dezelfde spellen. De meeste clubs spelen in lijnen van 6 tot 8 tafels, met 24 spellen per zitting. De puntenscores van ieder spel worden onderling vergeleken.
Het vergelijken van de puntenscores kan doordat steeds andere spelers met dezelfde kaarten spelen, dus zonder dat de kaarten opnieuw geschud en gedeeld worden. De slagen worden niet, zoals bij veel andere kaartspellen, door de winnaar van de slag ingezameld, maar elke speler houdt zijn eigen kaarten bij zich. Nadat een spel gespeeld is worden de kaarten, vier stapeltjes van 13, teruggestoken in hun oorspronkelijke vakje in het 'board'. Het is belangrijk (het wordt vaak vergeten) dat elke speler zijn 13 kaarten schudt voor hij ze terugsteekt, zodat hij geen informatie geeft aan andere deelnemers. Dit board wordt naar een andere tafel gebracht met vier andere spelers, die niet mogen weten wat er eerder met de kaarten gebeurd is. Die spelen het spel opnieuw, en zo verder. Bij grotere wedstrijden worden de spellen 'gedupliceerd', waarbij de computer via een schudmachine dezelfde verdelingen van kaarten in meerdere boards stopt. Op die manier kan hetzelfde spel op meerdere tafels tegelijk (en dus vaker) gespeeld worden.
De score op ieder spel wordt pas aan het eind van de wedstrijd bepaald, wanneer ieder spel meerdere keren gespeeld is. Degenen die op een spel meer punten haalden dan anderen op datzelfde spel, krijgen op dat spel een positieve score, en vice versa. Het toevalselement van hoe de kaarten verdeeld worden is op die manier geëlimineerd. Het enige wat dus je score bepaalt, is wat jij doet met je kaarten (in vergelijking met wat anderen doen).

### Wedstrijdvormen
De precieze berekening van de score verschilt per wedstrijdvorm. De meest voorkomende wedstrijdvormen zijn de volgende:
- Paren: Hierbij worden de puntenscores van alle Noord-Zuid-paren geordend op een lijst. Die rangorde wordt omgerekend naar een percentage: de laagste score haalt 0%, de hoogste 100%, de middelste 50%, enzovoorts. Oost-West krijgt uiteraard het tegenovergestelde (dus 100% als N-Z 0% heeft, etc.
- Viertallen: Hierbij speelt men met een vast nevenpaar, waarmee je een team vormt van vier spelers. Het nevenpaar speelt altijd op een andere tafel hetzelfde spel, maar in de andere richting. Bijvoorbeeld: het ene paar speelt spel 1 op tafel 1 NZ; dan speelt het nevenpaar spel 1 aan tafel 2 OW. De scores die beide paren op een spel halen, worden vergeleken, en het verschil wordt volgens een conversietabel omgezet naar een score in 'IMP'en' (international match points). De totale IMP-score over een wedstrijd wordt weer geconverteerd naar een score in VP's (victory points). Bij iedere conversie worden de kleine verschillen tussen ruwe puntenscores genivelleerd, waardoor uiteindelijk alleen de wezenlijke verschillen bepalen wie de wedstrijd wint.
- Butler: Het spelen gebeurt in paren, maar de scoreberekening is zoals bij viertallen. In plaats van dat je vergelijkt met een nevenpaar, zet je je eigen score af tegen de gemiddelde score van alle andere paren in de andere windrichting (de 'datumscore'). Het verschil converteer je weer naar IMP'en.

### Tactiek per wedstrijdvorm
Doordat de scoreberekening verschilt per wedstrijdvorm, heeft ook iedere wedstrijdvorm zijn eigen tactiek. Hoe beter de bridger, hoe meer rekening hij hiermee kan en zal houden.
In een parenwedstrijd kan elk puntje belangrijk zijn. Iedere ruwescorepunt kan je immers op een andere plek in de ranglijst plaatsen. Overslagen zijn daarom enorm belangrijk. In een viertallenwedstrijd daarentegen zijn het vooral de 'grote' spellen die de score bepalen: degenen waarin net wel of niet een manche of slem gehaald kan worden. De bonus hiervoor is namelijk zo hoog dat die een groot puntenverschil veroorzaakt. In viertallen zal men dus sneller de manche bieden, ook als die niet eens 50% kans heeft. En in het af- en tegenspel is het belangrijkste om het contract te halen resp. down te spelen. Een leider zal koste wat kost proberen het contract te maken, ook als hij er overslagen voor moet opgeven, of meer downslagen haalt als het fout gaat. Bij paren kan daarentegen elke slag de beslissende zijn.

### Variant: robberbridge
Vanouds werd er robberbridge gespeeld. Bij deze variant speelt geluk een grotere rol. Waar bij wedstrijdbridge prestaties vergeleken worden doordat andere spelers met dezelfde kaarten spelen, staat bij robberbridge ieder spel op zich. De geluksfactor - of men goede of slechte kaarten krijgt - is hier dus wél van belang.
Bij robberbridge verloopt het bieden en spelen hetzelfde, maar de puntentelling is anders: 
- De ruwepuntenscore die men verdient met een spel blijft in eerste instantie staan en wordt niet omgerekend. Verdient een paar 100 of meer punten over één of meerdere spellen opgeteld, dan is dat een manche.
- Een deelscore – minder dan 100 punten – blijft staan; de punten van het volgende spel worden erbij opgeteld, zodat alsnog een manche kan worden gemaakt.
- Maakt een paar een manche, dan vervallen alle deelscores van beide paren.
- Maakt een paar twee manches (het andere paar heeft dan één manche of geen manche), dan is dat een robber (Engels rubber). Daar worden punten voor gegeven en alle manches vervallen weer.
- Een paar dat één manche heeft is kwetsbaar (Engels vulnerable) totdat er door een van beide paren een robber wordt gemaakt.

## Spelregels
De spelregels van het bridge zijn op wereldniveau vastgesteld en gelden in principe over de hele wereld.
Officiële wedstrijden worden geleid door een arbiter, die in actie komt wanneer onregelmatigheden geconstateerd worden. Voor sommige situaties bestaan vaste procedures, maar in veel gevallen heeft een arbiter diepgaande kennis en begrip van het spel en de situatie nodig om een juiste beslissing te nemen. Er bestaan dan ook arbiters van verschillende niveaus.
Op de website van de Nederlandse Bridgebond staat meer informatie over de spelregels.

### Ongeoorloofde informatie
Een heel belangrijke spelregel is dat informatie alleen door middel van het bieden en het spelen zelf mag worden uitgewisseld en niet op een andere manier. Voorbeelden van ongeoorloofde informatie (OI) zijn het gebruikmaken van gebaren, geluiden, speelsnelheid, de manier van neerleggen van de kaarten, overtredingen, commentaar tijdens het spelen enz. 
In toernooien, en tegenwoordig ook thuis, wordt graag gebruik gemaakt van 'biedboxen' — men biedt niet mondeling maar door een kaartje neer te leggen. Een scherm over de tafel kan visuele informatie verhinderen.
Een schoolvoorbeeld van ongeoorloofde informatie is wanneer beide spelers van een paar een marginale hand hebben. Noord mag als eerste bieden. Hij denkt lang na en past. Officieel betekent zijn pas dat hij niet voldoende heeft om de bieding te openen, misschien heeft hij helemaal niets. Maar uit zijn denkpauze kan ongeoorloofd geconcludeerd worden dat hij toch wel iets heeft. Zijn partner Zuid, die toevallig ook een marginale hand heeft, kan nu besluiten de bieding te openen. Dat is een overtreding: hij heeft een conclusie getrokken uit de denkpauze van Noord. Een ander geval is het als Zuid een sterke hand heeft. Dan mag hij normaal bieden, dat zou hij ook hebben gedaan als Noord niet geaarzeld had.
Het is niet geoorloofd valse informatie te geven. Een speler die maar een kaart heeft van de gevraagde kleur, kan alleen die kaart bijspelen. Om geen argwaan te wekken, doet hij dat na een normale pauze van een paar seconden. Dat is toegestaan. Denkt hij lang na, dan wekt hij de indruk dat hij meer kaarten heeft, waarmee hij de tegenstander misleidt en dat is ongeoorloofd.

## Nederland bridgeland
In Nederland zijn meer dan 100.000 mensen lid van de Nederlandse Bridge Bond, die na de Amerikaanse de grootste bridgebond ter wereld is. Er zijn meer dan 1000 clubs bij de bond aangesloten, maar er zijn ook veel gezelligheidsverenigingen die zelfstandig bridge beoefenen. In Nederland wordt bridge tegenwoordig vooral door ouderen gespeeld, maar van origine was het een studentensport. Het heeft ook altijd officiële jeugdcategorieën gekend (tot 25 jaar), zowel in Nederland en België als in de rest van de wereld. De sterkste spelers zijn bovendien gemiddeld veel jonger dan het totale speelveld.
Nederland draait mee in de internationale top. Tijdens de Wereldkampioenschappen bridge 2011, die in het Nederlandse Veldhoven werden gehouden, won het Nederlandse open team voor het laatst de Bermuda Bowl (het wereldkampioenschap viertallenbridge). In 2019 en 2021 won het open team zilver. De laatste keer dat de Nederlands vrouwen goud wonnen in de Venice Cup, de vrouwelijke tegenhanger van de Bermuda Bowl, was in 2000, maar ook hier wordt vaak het podium gehaald. Daarnaast sleept Nederland ook op Europees niveau en in de paren veel medailles in de wacht. Bijvoorbeeld bij de jeugd, die op vrijwel ieder WK en EK meerdere podiumplaatsen verovert. De laatste wereldtitel viertallen voor de junioren (open tot 25 jaar) was in 2023, en voor de 'meisjes' (vrouwen tot 25 jaar) in 2016.

## Verklarende woordenlijst
AlerterenEen handeling om de tegenstanders attent te maken op een bijzondere biedafspraak. Gebruikelijk is dat de partner van de speler die een te alerteren bieding doet dit aangeeft.
ArbiterDe scheidsrechter bij bridge. Arbiters kunnen op verschillende niveaus een certificaat hiervoor halen via hun nationale bridgebond.
BekennenEen kaart bijspelen van dezelfde kleur als er werd voorgespeeld. Dit is verplicht, tenzij men niet kan bekennen.
BiedenDe eerste fase van het spel, voordat de kaarten op tafel komen.
BiedingHet noemen van een bod, doublet, redoublet of pas. Een bieding is niet noodzakelijk een bod.
Biedkaarten, bidding boxVroeger bood men door de bieding hardop uit te spreken. Om te voorkomen dat partners door intonatie informatie uitwisselen, wordt tegenwoordig vaak geboden door een kaartje neer te leggen. Dit maakt het bovendien makkelijker om achteraf na te gaan wat het biedverloop was.
BiedrondeIedere keer dat alle vier de spelers hebben geboden.
BiedverloopHet totaal aan biedingen. Een biedverloop bestaat uit minimaal één biedronde en kan in de praktijk oplopen tot langere biedverlopen van wel zes tot tien biedronden (of meer). Het theoretische maximum aantal biedronden is 80, maar dit zal nooit in het echt voorkomen.
Bijbod, antwoordHet eerste bod van de partner van degene die het openingsbod deed.
BlokkadeSituatie waarin een speler weinig hoge kaarten heeft, waardoor de vrije, lagere kaarten van de partner onbereikbaar zijn.
BoardDe plastic hoes waarin de kaarten verdeeld zitten over de vier handen. Hierop staat het spelnummer en de kwetsbaarheid. De kaarten zitten hierin voorverdeeld en worden na het spel op dezelfde manier teruggestoken, zodat het spel aan een andere tafel nogmaals gespeeld kan worden. De moderne boards passen in een schudmachine, wat het makkelijk maakt om spellen te dupliceren.
BodEen bieding die bestaat uit een aantal te maken slagen en een speelsoort. Bijvoorbeeld: '4 schoppen' of '6 sans atout'.
ClaimenNiet verder spelen, omdat het verdere spelverloop duidelijk is. Hierbij toont de speler die claimt zijn kaarten en licht toe hoe de rest van het spel verloopt, inclusief hoeveel slagen iedere partij nog zal halen. Bij twijfel aan de claim kunnen de tegenstanders de arbiter roepen.
Constructief vs. competitief biedenHet doel van het bieden is het contract te spelen dat het beste scoort. Dat is het contract dat de meeste punten oplevert óf het minste aantal punten kost. Onder constructief bieden wordt verstaan 'het zoeken naar het contract dat de hoogst verwachte positieve score oplevert'. Competitief bieden heeft tot doel te voorkomen dat de tegenstanders het goede contract vinden, waarbij down gaan voor lief wordt genomen; het doel is om minder minpunten te scoren door zelf down te gaan, dan wanneer het andere paar zijn contract maakt. Constructieve biedingen proberen de biedruimte zo efficiënt mogelijk te gebruiken, terwijl competitieve biedingen juist proberen deze zo effectief mogelijk weg te nemen van de tegenstanders.
Contract, eindcontractHet aantal slagen en de speelsoort zoals dat door het laatste bod in het biedverloop is vastgesteld.
ControleEen hoge kaart in een kleur die voorkomt dat de tegenpartij veel slagen in die kleur kan oprapen zonder dat de eigen partij eerst aan slag wordt gebracht. In een troefcontract gelden korte kleuren (singletons en renonces) ook als controles.
ConventieEen bieding of gespeelde kaart met een vooraf afgesproken, niet-natuurlijke betekenis. Conventies mogen niet geheim zijn; de tegenpartij kent de betekenis dus ook. Biedconventies moeten gealerteerd worden.
DeelscoreElk contract lager dan de manche. Dat zijn dus 1♣ t/m 3♠ en 4♣ en 4♦.
DekkenEen hogere kaart bijspelen.
Doublet, redoubletEen bieding die tot gevolg heeft dat als een bod het eindcontract wordt de score, zowel bij winst als bij verlies, verhoogd wordt (niet precies verdubbeld). Een doublet heeft betrekking op het meest recente bod in het biedverloop, dat gedaan moet zijn door de tegenpartij (je mag niet je partner doubleren). Men gebruikt doubletten om informatie over te brengen aan de partner ('informatiedoublet) of omdat men hoopt dat de tegenpartij down gaat ('strafdoublet'). Een doublet kan weer door de tegenstanders geredoubleerd worden, wederom ter informatie over voor (nog meer) extra punten. Meer doublets zijn hierna niet toegestaan. Als er na een (re)doublet weer een bod wordt gedaan, vervallen de punteneffecten van het (re)doublet.
Doubleton(Uitspraak: 'dubbelton'.) Precies twee kaarten in een kleur. Zie ook singleton en renonce.
Down gaanMinder slagen maken dan volgens het contract nodig is. Men zegt dan "ik ben down".
DownslagElke slag die men tekort komt om het contract te halen. Men zegt dan bijvoorbeeld "ik ben drie down".
Duiken, zakkenEen lagere kaart bijspelen dan nodig is om de slag te halen, terwijl men wel in het bezit is van een hogere kaart.
DummyDe partner van de leider. Hij legt al zijn kaarten open op tafel en de leider wijst aan wat hij moet spelen. NB In het Nederlands heet de dummy officieel de 'blinde', maar deze term wordt door bridgers niet gebruikt.
DuplicerenHet maken van identieke spellen (dus exact dezelfde verdeling van de kaarten over de vier handen), zodat hetzelfde spel simultaan aan meerdere tafels gespeeld kan worden. Vroeger dupliceerde men met de hand, maar tegenwoordig gebruikt men vaak een schudmachine, die de kaarten uitleest en ze automatisch in het juiste vakje van het board stopt.
DwangEen speelwijze waarbij men door het uitspelen van hoge kaarten de tegenpartij dwingt kaarten af te gooien die men eigenlijk niet kon missen.
FitJe hebt een fit in een kleur als je samen met je partner acht of meer kaarten van deze kleur bezit. Die kleur is aantrekkelijk als troefkleur. Daarom zoek je tijdens het bieden naar een fit (vooral in de hoge kleuren).
ForcingEen sequentie van bieden waarmee de bieder aan zijn maat aangeeft dat die niet moet passen (meestal omdat de bieder 'sterk' is). Een forcingbod wordt dus niet geboden om te spelen. Een bod kan forcing zijn voor een enkele ronde, of totdat de manche is bereikt.
HandDe term 'hand' heeft in bridge veel soortgelijke betekenissen. Als men zegt "ik had een hand met 12 punten" of "ik had een zwakke hand", dan bedoelt men het totaal aan 13 kaarten dat men had. Zegt men "in de derde hand" dan bedoelt men de speler die in de betreffende bied- of speelronde als derde aan de beurt was. Zegt men tijdens het spelen tegen de leider "je bent in de hand", dan bedoelt men dat de leider aan slag is aan de eigen kant, en niet in de dummy.
High card points (HCP), plaatjespuntenEen puntentelling die wordt gebruikt om de waarde van de kaarten in een hand te beoordelen. Deze puntentelling wordt niet gebruikt voor de score, maar alleen om tijdens het bieden de sterkte van een hand te kunnen beoordelen en communiceren.
Incasseren, rapenEen hoge kaart spelen, zodat de slag gegarandeerd gemaakt wordt.
Ingooien, ingegooidEen speler is ingegooid als hij aan slag is en iedere kaart die hij naspeelt zijn partij een slag kost.
KleurHiermee bedoelen bridgers de vier kaartsoorten: ♣/♦/♥/♠. Het gaat dus niet om de letterlijke kleur (rood/zwart) van de kaarten.
KwetsbaarEen paar is per spel kwetsbaar of niet kwetsbaar. Dit wordt bepaald voordat de kaarten verdeeld worden en heeft dus niets te maken met de verdeling van de kaarten. De kwetsbaarheid staat aangegeven op het board waar de kaarten in zitten. Als men kwetsbaar is zijn manche- en slempremies hoger, maar kosten downslagen ook meer. Betere bridgers houden hier tijdens het bieden rekening mee.
LeiderDe speler die het eindcontract moet spelen. Dit is de speler van het paar dat het eindcontract geboden heeft, die het eerst de speelsoort van het eindcontract geboden heeft. De leider speelt zowel met de kaarten in zijn hand als die van de dummy, die open op tafel liggen.
MancheHet eerste 'bonusniveau'. Een manchecontract scoort extra punten als je het biedt en maakt. De manches zijn 3SA (minstens 9 slagen zonder troef), 4♥/♠ (minstens 10 slagen) en 5♣/♦ (minstens 11 slagen). De manche stopt op 6-niveau: daar begint het slem.
Opening, openingsbod, openenHet eerste bod (doen) in een biedverloop.
OpstappenEen hogere kaart bijspelen dan al in de slag gespeeld is, zodat men de volgende speler dwingt nóg hoger te spelen (of de slag te verliezen).
OvernemenEen slag die aan maat ligt winnen met een (nog) hogere kaart. Dit kan tactisch zijn (als het handiger is om zelf de volgende slag de starten) of onvermijdelijk (als men enkel nog hogere kaarten heeft).
OverslagSlag die meer wordt gemaakt dan geboden is. Een overslag levert extra punten op, maar veel minder dan bijvoorbeeld een manchepremie.
PasBieding waarmee men niets biedt en in de lopende biedronde de beurt doorgeeft aan de volgende speler. Na een pas doet men nog steeds mee aan het bieden; in de volgende biedronde mag men weer iets anders bieden (zolang het bieden nog voortduurt).
Plus- en minpuntenIn de ruwe puntentelling geldt dat wat de ene partij plus scoort, de andere partij in de min krijgt, en omgekeerd.
Preëmptief bod, redbodEen hoog bod dat wordt gedaan om de tegenpartij het bieden moeilijker te maken door veel 'biedruimte' weg te nemen. Men neemt daarbij het risico down te gaan, met de inschatting dat dit minder punten kost dan wanneer de tegenstanders een contract maken.
Psyche(Uitgesproken als 'psiech'.) Bieding of speelwijze waarbij men van de conventie afwijkt om de tegenpartij te misleiden. Dit is toegestaan, mits men ook de partner misleidt, want geheime conventies zijn verboden.
RelayEen bod dat geen informatie geeft en ook geen eindcontract voorstelt, maar slechts dient om partner meer gelegenheid te geven zijn hand te vertellen. Een relay is daarmee altijd forcing.
RenonceIemand heeft een renonce als hij geen kaarten in die kleur heeft. Je zegt dan bijvoorbeeld "ik heb een renonce in harten". Zie ook singleton en doubleton.
Restricted choiceEen kansenberekeningsprincipe dat een rol speelt in het afspel en dat qua redenering vergelijkbaar is met het driedeurenprobleem.
Safety playWijze van spelen waardoor voorkomen wordt dat er bij een ongunstige verdeling van de kaarten down wordt gegaan, meestal ten koste van een mogelijkheid van overslagen als de kaarten wel gunstig verdeeld zijn.
Sans atoutZonder troef, vaak door bridgers informeel afgekort als "sans". Je zegt bijvoorbeeld "ik speelde drie sans".
SingletonPrecies één kaart in een kleur. Je zegt bijvoorbeeld "ik had een singleton schoppen". Zie ook doubleton en renonce.
Slemde contracten 6♣ tot 6SA (minstens 12 slagen) noemen we 'klein slem' en 7♣ tot 7SA (alle 13 slagen) is 'groot slem'. Een slemcontract scoort extra punten als je het biedt en maakt; nog meer dan de manche.
Snijden, snitIn de derde hand de een- of twee-na-hoogste kaart spelen (bijvoorbeeld de Vrouw van AVB), in de hoop dat de tussengelegen kaart (de Heer) in bezit is van de speler in de tweede hand (die dus al heeft bijgespeeld). Zo kan een extra slag worden gemaakt.
SpeelsoortEen van de vier kleuren (♣/♦/♥/♠) of sans atout (zonder troef).
SpelenNatuurlijk kan het hele spel als 'spelen' worden aangeduid, maar bij bridge bedoelt men hiermee de tweede fase van het spel, na de bieding. Het spelen is de fase waarin de kaarten worden gelegd en slagen worden gemaakt.
SplinterEen bod dat, naast een redelijke kracht en steun, een singleton of renonce in de geboden kleur aangeeft.
Steunen, steunEen bod doen dat aangeeft dat je voldoende kaarten hebt in de kleur die de partner geboden heeft om samen een fit te hebben.
SysteemkaartHet overzicht van alle bied- en speelafspraken van een bridgepaar. Meestal beslaat dit één A4'tje in een standaard format. In een officiële wedstrijd is het verplicht om de systeemkaart voor het begin van het spel aan de tegenstanders te geven.
TransferEen conventioneel bod dat lengte aangeeft in de kleur bóven de geboden kleur (of meerdere treden erboven). De partner moet daarna de juiste kleur bieden. Hiermee bereikt men dat de partner uiteindelijk de leider in het contract zal worden. Een transfer zegt niets over de geboden kleur.
TrekDe zevende slag en de slagen daarna. NB Deze term is vrij onbekend en wordt (in Nederland) zelden gebruikt door bridgers.
TroefEen speelsoort die wint van de andere soorten.
UitkomstDe voorgespeelde kaart in de eerste slag door de speler die links van de leider zit.
VerzakenVerzuimen te bekennen als dat moet. Verzaken is een overtreding.
VolgbodEen bod (of doublet) nadat de tegenpartij geopend heeft.
VoorspelenDe eerste kaart spelen in een slag. Deze kaart geeft aan wat de gevraagde kleur is die de andere spelers moeten bekennen.
VorkTwee net niet opeenvolgende kaarten, bijvoorbeeld Aas en Vrouw. De term 'vork' is vooral relevant bij het snijden.
Vrije kaartEen kaart die 'hoog' is geworden doordat alle (hogere) kaarten in die kleur al gespeeld zijn. Wie een vrije kaart voorspeelt maakt de slag dus altijd, tenzij er getroefd wordt.

## Trivia
- Bridge heeft de naam een deftig spel te zijn, dat gespeeld wordt in de bovenlaag van de samenleving. Volgens de spelers ten onrechte: een kaartspel is voor iedereen te betalen.